# Georges Naisse
Georges Naisse, né le 25 janvier 1914 dans le 18e arrondissement de Paris et mort le 4 octobre 2001 à Châteauneuf-Grasse (Alpes-Maritimes), est un coureur cycliste français. Professionnel entre 1937 et 1949, il a notamment remporté une étape de Paris-Nice en 1939. 

## Palmarès
- 1932
  - 3e de Paris-Amiens
- 1933
  - Paris-Briare
  - 3e de Paris-Chauny
- 1934
  -  Champion de France des sociétés
- 1936
  -  Champion de France des sociétés
  - Paris-Briare
  - Grand Prix de Lorraine
- 1937
  - 3e du Circuit du Maine-et-Loire
- 1938
  - GP Wolber indépendants
    - Classement général
    - 1re et 4e étape b

  - 3e du Tour du Vaucluse
- 1939
  - 3e étape de Paris-Nice
  - 3e de Poitiers-Saumur-Poitiers

## Résultats sur le Tour de France
2 participations
- 1938 : abandon (18e étapes)
- 1939 : 19e